# Tiviers
Tiviers é uma comuna francesa na região administrativa de Auvérnia-Ródano-Alpes, no departamento de Cantal. Estende-se por uma área de 12,9 km². Em 2010 a comuna tinha 180 habitantes (densidade: 14 hab./km²).